# Stolnica Notre Dame d'Afrique
Stolnica Notre Dame d'Afrique ('Bazilika Naše Gospe Afriške') je katoliška bazilika v Alžiru v Alžiriji. To je izvor sodobne katoliške pobožnosti Afriške Gospe.
Papež Pij IX. je 15. aprila 1876, svetišču podelil dva papeška dekreta:
- Prvi dekret se je skliceval na kanonično okronanje češčene marijanske podobe, ki je v njej vgrajena. Obred kronanja je 30. aprila 1876 izvedel kartažanski nadškof Charles Lavigerie.
- Drugi odlok, ki je svetišče povzdignil v status bazilike na podlagi 'nedavne navade'. (Papež Benedikt XV. je leta 1918 kasneje določil omejitev teh privilegijev na papeške edikte, razen če starodavna navada že označuje stavbo kot baziliko.)

## Zgodovina
Louis-Antoine-Augustin Pavy, ki je služil kot škof v Alžiru od 1846 do 1866, je bil tisti, ki je utrl pot za njeno izgradnjo. Bazilika je bila slovesno odprta leta 1872, po štirinajstih letih gradnje. Ustanovil ga je Charles Lavigerie. Njen arhitekt Jean-Eugène Fromageau, ki je bil leta 1859 imenovan za glavnega arhitekta za cerkvene stavbe v Francoski Alžiriji, je uporabil neobizantinski slog. Njen tloris je nenavaden, saj je kor postavljen na jugovzhodni namesto na običajni vzhodni strani stavbe.
Bazilika vsebuje 46 vitražev, nameščenih v 19. stoletju. Uničeni so bili med bombardiranjem tega območja aprila 1943 in so jih od konca druge svetovne vojne dvakrat obnovili.
Leta 1930 je baziliki podarila orgle, zgrajene leta 1911, žena pokojnega Alberta Weddella, bogatega angleškega prebivalca v Alžiru v vili Georges in prijatelja francoskega skladatelja Camilla Saint-Saënsa, ki je slovesno odprl orgle na Weddellovem domu.
Baziliko je leta 2003 poškodoval potres v Boumerdèsu. Projekt obnove je leta 2003 začel nadškof Henri Teissier, vendar so se dela na projektu začela šele spomladi 2007. Skupni stroški obnove so znašali 5,1 milijona evrov. Projekt je bil dokončan tri leta.
Notre Dame d'Afrique ima dnevno mašo ob 18. uri, petkova maša pa namesto tega ob 10.30. Ves mesec poteka tudi maša v različnih jezikih.
Danes bazilika redno gosti kulturne dejavnosti, kot so glasbeni koncerti in razstave.

## Lokacija
Notre Dame d'Afrique je na severni strani Alžira, na 124 m visoki pečini, ki gleda na Alžirski zaliv. Prej se je iz središča mesta do nje lahko pripeljalo z žičnico. Lahko se šteje za nasprotni del cerkve Notre-Dame de la Garde na drugi strani Sredozemlja.

## Pomembnost
Njegov simbolni in verski pomen lahko povzamemo z napisom na apsidi: Notre Dame d'Afrique priez pour nous et pour les Musulmans ('Naša Gospa Afriška, moli za nas in za muslimane').

## Galerija
...romarska cerkev za bolnike in pomorščake, ki jo je leta 1872 ustanovil kard. Lavigerie, [ki] se opazno dviga na pečini severno vzhodnega pobočja Mont Bouzaréah, nad krščanskimi in judovskimi grobišči.

-Baedeker, The Mediterranean, seaports and sea routes: Handbook for Travellers